# 陕西省高级人民法院
陕西省高级人民法院是中华人民共和国陕西省的高级人民法院。

## 沿革
该法院成立于1950年2月。

## 机构设置
- 审判委员会

### 内设机构
- 立案庭
- 刑事审判第一庭（负责重大刑事案件）
- 刑事审判第二庭（负责经济犯罪案件）
- 刑事审判第三庭
- 民事审判第一庭
- 民事审判第二庭
- 民事审判第三庭
- 行政审判庭
- 审判监督庭
- 执行局
- 办公室
- 政治部
- 赔偿办
- 研究室
- 司法技术室
- 法警队
- 司行处
- 监察室[1]

## 历任领导
院长
1. 毛凤翔（1950年2月—1959年6月）
2. 刘子义（1959年6月—1963年12月）
3. 任扶中（1963年12月—1967年12月）
4. 邓国忠（1973年8月—1977年12月，陕西省高级人民法院党的核心小组组长）
5. 杨沛琛（1977年12月—1983年6月）
6. 焦朗亭（1983年6月—1996年2月）
7. 王发荣（1996年2月—2003年1月）
8. 赵郭海（2003年1月—2008年1月）
9. 安东（2008年1月—2013年1月）[2]
10. 阎庆文（2013年1月—2018年1月）[3]
11. 李智（2018年1月—2023年1月）
12. 韩德洋（2023年1月—）

副院长

## 对应中级人民法院/铁路运输中级法院
- 陕西省西安市中级人民法院
- 陕西省延安市中级人民法院
- 陕西省铜川市中级人民法院
- 陕西省渭南市中级人民法院
- 陕西省咸阳市中级人民法院
- 陕西省宝鸡市中级人民法院
- 陕西省汉中市中级人民法院
- 陕西省榆林市中级人民法院
- 陕西省安康市中级人民法院
- 陕西省商洛市中级人民法院
- 西安铁路运输中级法院